# Marina di Carrara

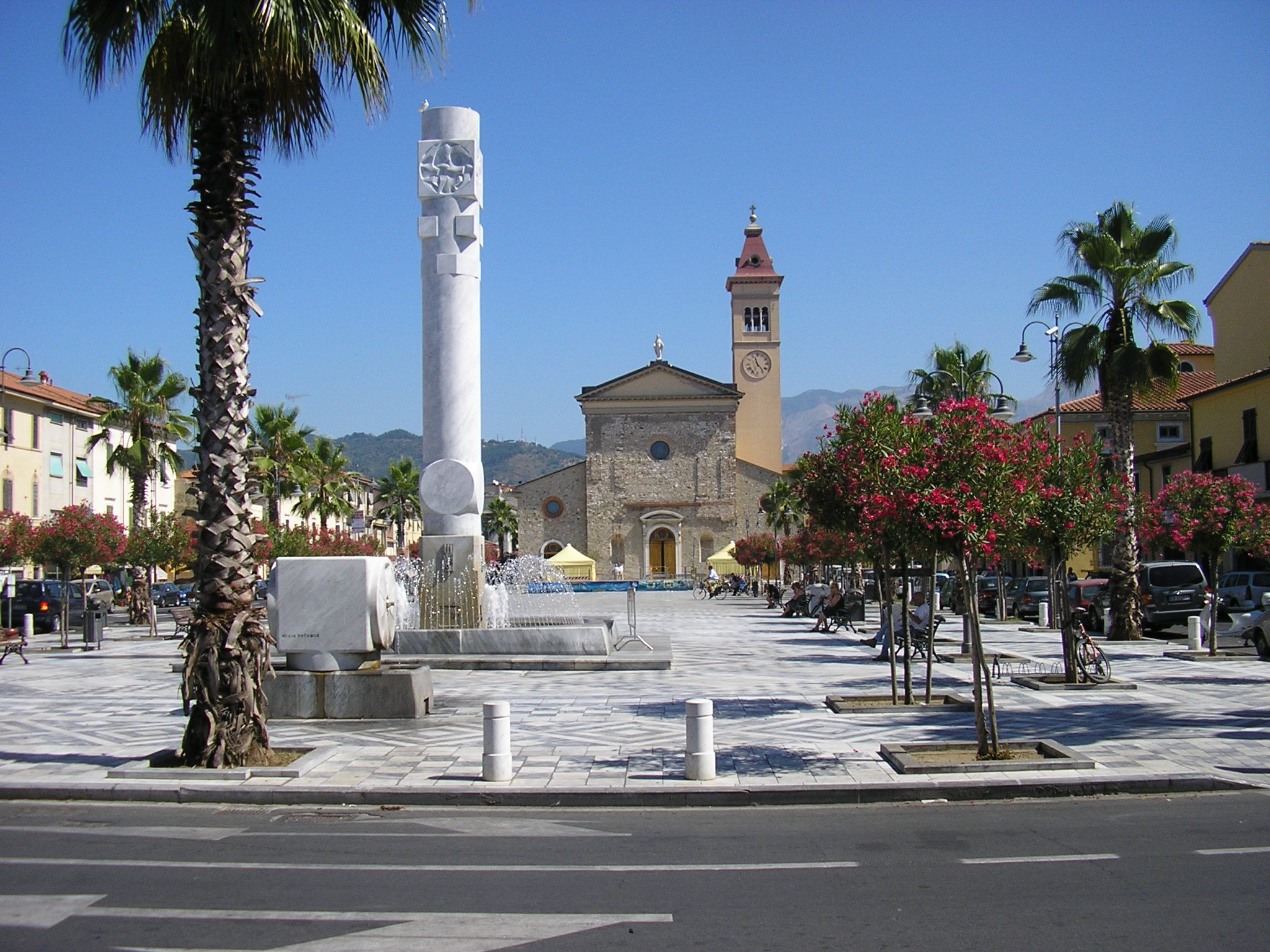
Piazza Gino Menconi in Marina di Carrara

Marina di Carrara ist ein Stadtteil von Carrara und Badeort mit einem Sandstrand, der am Tyrrhenischen Meer in der Toskana Italiens liegt. Hier befindet sich auch der bedeutendste Verladehafen für Natursteine in Europa; in der Nähe wird der Carrara-Marmor abgebaut.
In Marina di Carrara gibt es zahlreiche Hotels, einen Yachthafen und einen Segelclub, der Regatten veranstaltet. Es gibt einen Vergnügungspark („Lunapark“) und einen Sandstrand, dessen Buhnen aus Blöcken von Carrara-Marmor bestehen.
In Marina di Carrara findet alle zwei Jahre eine internationale Marmor- und Maschinenmesse auf einem 20.000 Quadratmeter großen Ausstellungsgelände statt. Es gibt in Marina di Carrara zahlreiche Steinindustriefirmen.
Marina di Carrara grenzt an den Badeort Marina di Massa, Stadtteil von Massa.